# Komenda Rejonu Uzupełnień Płońsk

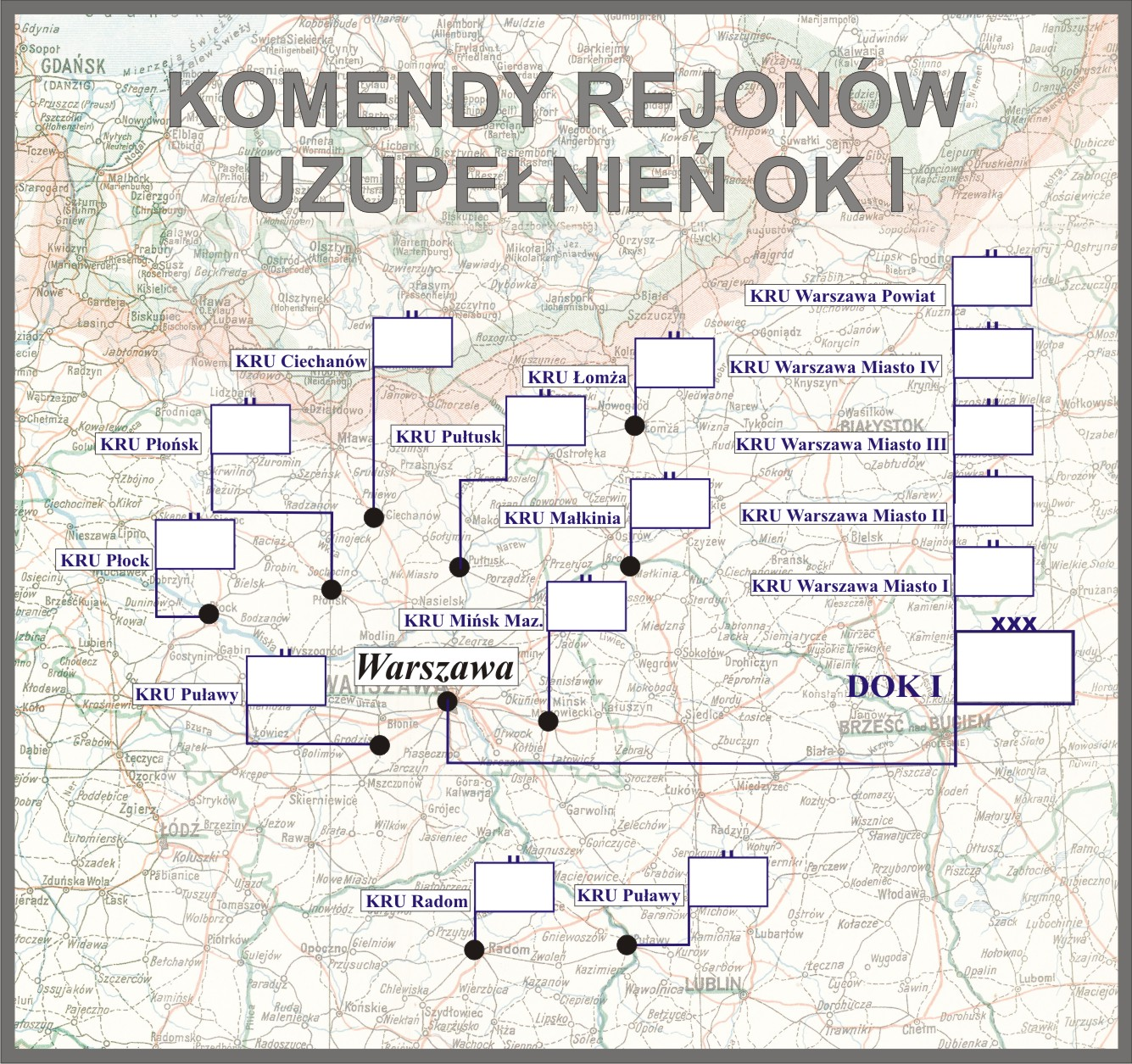
Komendy rejonów uzupełnień OK I

Komenda Rejonu Uzupełnień Płońsk (KRU Płońsk) – organ wojskowy właściwy w sprawach uzupełnień Sił Zbrojnych II Rzeczypospolitej i administracji rezerw w powierzonym mu rejonie.

## Historia komendy
15 listopada 1921 roku, po wprowadzeniu podziału kraju na dziesięć okręgów korpusów oraz wprowadzeniu pokojowej organizacji służby poborowej, na terenie Okręgu Korpusu Nr I została utworzona Powiatowa Komenda Uzupełnień Modlin, która obejmowała swoją właściwością powiaty: płoński i sierpecki. Powiat płoński został wyłączony z dotychczasowej PKU 32 pp w Ciechanowie, natomiast powiat sierpecki z PKU 6 pp Leg. w Płocku.
18 listopada 1924 roku weszła w życie ustawa z dnia 23 maja 1924 roku o powszechnym obowiązku służby wojskowej, a 15 kwietnia 1925 roku rozporządzenie wykonawcze ministra spraw wojskowych do tejże ustawy, wydane 21 marca tego roku wspólnie z ministrami: spraw wewnętrznych, zagranicznych, sprawiedliwości, skarbu, kolei, wyznań religijnych i oświecenia publicznego, rolnictwa i dóbr państwowych oraz przemysłu i handlu. Wydanie obu aktów prawnych wiązało się z przejęciem przez władze cywilne (administracji I instancji) większości zadań związanych z przygotowaniem i przeprowadzeniem poboru. Przekazanie większości zadań władzom cywilnym umożliwiło organom służby poborowej zajęcie się wyłącznie racjonalnym rozdziałem rekruta oraz ewidencją i administracją rezerw. Do tych zadań dostosowana została organizacja wewnętrzna powiatowych komend uzupełnień i ich składy osobowe. Poszczególne komendy różniły się między sobą składem osobowym w zależności od wielkości administrowanego terenu.
Zadania i nowa organizacja PKU określone zostały w wydanej 27 maja 1925 roku instrukcji organizacyjnej służby poborowej na stopie pokojowej. W skład PKU Modlin wchodziły dwa referaty: I) referat administracji rezerw i II) referat poborowy. Nowa organizacja i obsada służby poborowej na stopie pokojowej według stanów osobowych L. O. I. Szt. Gen. 3477/Org. 25 została ogłoszona 4 lutego 1926 roku. Z tą chwilą zniesione zostały stanowiska oficerów ewidencyjnych.
12 marca 1926 roku została ogłoszona obsada personalna Przysposobienia Wojskowego, zatwierdzona rozkazem Dep. I L. 6000/26 przez pełniącego obowiązki szefa Sztabu Generalnego gen. dyw. Edmunda Kesslera, w imieniu ministra spraw wojskowych. Zgodnie z nową organizacją pokojową Przysposobienia Wojskowego zostały zlikwidowane stanowiska oficerów instrukcyjnych przy PKU, a w ich miejsce utworzone rozkazem Oddz. I Szt. Gen. L. 7600/Org. 25 stanowiska oficerów przysposobienia wojskowego w pułkach piechoty.
Od 1926 roku, obok ustawy o powszechnym obowiązku służby wojskowej i rozporządzeń wykonawczych do niej, działalność PKU Modlin normowała „Tymczasowa instrukcja służbowa dla PKU”, wprowadzona do użytku rozkazem MSWojsk. Dep. Piech. L. 100/26 Pob.
W marcu 1930 roku PKU Modlin była nadal podporządkowana Dowództwu Okręgu Korpusu Nr I w Warszawie i administrowała powiatami: płockim i sierpeckim. W grudniu tego roku komenda posiadała skład osobowy typ IV.
31 lipca 1931 roku gen. dyw. Kazimierz Fabrycy, w zastępstwie ministra spraw wojskowych, rozkazem B. Og. Org. 4031 Org. wprowadził zmiany w organizacji służby poborowej na stopie pokojowej. Zmiany te polegały między innymi na zamianie stanowisk oficerów administracji w PKU na stanowiska oficerów broni (piechoty) oraz zmniejszeniu składu osobowego PKU typ I–IV o jednego oficera i zwiększeniu o jednego urzędnika II kategorii. Liczba szeregowych zawodowych i niezawodowych oraz urzędników III kategorii i niższych funkcjonariuszy pozostała bez zmian.
22 grudnia 1933 roku, w związku z przeniesieniem komendy z Modlina do Płońska, minister spraw wojskowych zmienił nazwę PKU Modlin na „PKU Płońsk”.
26 marca 1934 roku, w związku z przeniesieniem PKU Modlin do Płońska, minister spraw wojskowych rozkazem B. Og. Org. 1060/Org. Dysl. ustanowił nowy garnizon w Płońsku.
1 lipca 1938 roku weszła w życie nowa organizacja służby poborowej, zgodnie z którą dotychczasowa PKU Płońsk została przemianowana na Komendę Rejonu Uzupełnień Płońsk przy czym nazwa ta zaczęła obowiązywać 1 września 1938 roku, z chwilą wejścia w życie ustawy z dnia 9 kwietnia 1938 roku o powszechnym obowiązku wojskowym.
Komendant rejonu uzupełnień w sprawach dotyczących uzupełnień Sił Zbrojnych i administracji rezerw podlegał bezpośrednio dowódcy Okręgu Korpusu Nr I. Rejon uzupełnień nie uległ zmianie i nadal obejmował powiaty: płoński i sierpecki.

## Obsada personalna
Poniżej przedstawiono wykaz oficerów zajmujących stanowisko komendanta Powiatowej Komendy Uzupełnień i komendanta rejonu uzupełnień oraz wykaz osób funkcyjnych (oficerów i urzędników wojskowych) pełniących służbę w PKU Modlin oraz PKU i KRU Płońsk, z uwzględnieniem najważniejszych zmian organizacyjnych przeprowadzonych w 1926 i 1938 roku.
| Komendanci                          | Komendanci              | Komendanci                                |
| ----------------------------------- | ----------------------- | ----------------------------------------- |
| Stopień, imię i nazwisko            | Okres pełnienia funkcji | Kolejne stanowisko służbowe (dalsze losy) |
| mjr piech. Bolesław I Sokołowski    | IX 1921 – 23 V 1923     | Rezerwa Oficerów Sztabowych DOK I         |
| płk piech. Władysław Młocki         | 23 V – IX 1923          | komendant PKU Piotrków                    |
| płk piech. Stanisław I Mirecki      | IX 1923 – 30 IX 1927    | stan spoczynku                            |
| ppłk piech. Adolf Jachimowicz       | VIII 1927               | komendant PKU Warszawa Miasto I           |
| ppłk tab. Władysław Czermak         | 1928 – II 1929          | dyspozycja dowódcy OK I                   |
| ppłk piech. Mieczysław Krzywobłocki | III 1929 – XII 1932     | komendant PKU Tarnów                      |
| ppłk piech. Artur Sadowiński        | XII 1932 – 1939         |                                           |

| Obsada pozostałych stanowisk funkcyjnych PKU w latach 1921–1925 | Obsada pozostałych stanowisk funkcyjnych PKU w latach 1921–1925 | Obsada pozostałych stanowisk funkcyjnych PKU w latach 1921–1925 | Obsada pozostałych stanowisk funkcyjnych PKU w latach 1921–1925 |
| --------------------------------------------------------------- | --------------------------------------------------------------- | --------------------------------------------------------------- | --------------------------------------------------------------- |
| I referent                                                      | por. piech. Kazimierz Alfons Kwiatkowski                        | 1923 – IV 1924                                                  | PKU Łomża                                                       |
| I referent                                                      | kpt. kanc. dr Jan Hryniewicz                                    | IV 1924 – II 1926                                               | kierownik I referatu                                            |
| II referent                                                     | urzędnik wojsk. XI rangi Jan Makary Tuchołka                    | do IX 1923                                                      | PKU Warszawa Miasto I                                           |
| II referent                                                     | urzędnik wojsk. X rangi Jan Grochowski                          | IX 1923 – IV 1924                                               | PKU Radom                                                       |
| II referent                                                     | por. kanc. Antoni I Górka                                       | IV 1924 – II 1926                                               | kierownik II referatu                                           |
| oficer instrukcyjny                                             | por. piech. Wacław Kuczajowski vel Kuczaj                       | do 24 X 1923                                                    | 33 pp                                                           |
| oficer instrukcyjny                                             | por. piech. Walerian Wojtulewicz                                | 24 X 1923 – VI 1924                                             | PKU Warszawa Miasto III                                         |
| oficer ewidencyjny na powiat płoński                            | wakat                                                           |                                                                 |                                                                 |
| oficer ewidencyjny na powiat sierpecki                          | wakat                                                           |                                                                 |                                                                 |
| Obsada pozostałych stanowisk funkcyjnych PKU w latach 1926–1938 |                                                                 |                                                                 |                                                                 |
| kierownik I referatu administracji rezerw i zastępca komendanta | kpt. kanc. dr Jan Hryniewicz                                    | od II 1926                                                      |                                                                 |
| kierownik I referatu administracji rezerw i zastępca komendanta | kpt. piech. Benedykt Piórowicz                                  | III 1930 – VI 1938                                              | kierownik I referatu KRU                                        |
| kierownik II referatu poborowego                                | por. kanc. Antoni I Górka                                       | od II 1926                                                      |                                                                 |
| kierownik II referatu poborowego                                | kpt. piech. Jan Kuzara                                          | do II 1927                                                      | referent w Wydziale Poborowym Dep. I MSWojsk.                   |
| kierownik II referatu poborowego                                | por. kanc. Augustyn Pojmański                                   | III 1927 – 1 VIII 1932                                          |                                                                 |
| kierownik II referatu poborowego                                | kpt. piech. Mikołaj Marian Kosiński                             | od VIII 1932, był w VI 1935                                     | kierownik I referatu KRU Kielce                                 |
| referent                                                        | por. kanc. Augustyn Pojmański                                   | II 1926 – III 1927                                              | kierownik II referatu                                           |
| referent                                                        | por. piech. Olgierd Wazgird                                     | IV 1927 – VIII 1929                                             | dyspozycja dowódcy OK I                                         |
| Obsada pozostałych stanowisk funkcyjnych KRU w latach 1938–1939 |                                                                 |                                                                 |                                                                 |
| kierownik I referatu ewidencji                                  | kpt. adm. (piech.) Benedykt Piórowicz                           | 1938 – 1939                                                     |                                                                 |
| kierownik II referatu uzupełnień                                | kpt. piech. Henryk König                                        | 1939                                                            | niemiecka niewola                                               |